# آل
الآل الأسرة أو بمعنى أوسع الأقارب.

## المعنى
جاء في كشاف اصطلاحات الفنون في باب الآل:
وجاء في «جامع الرموز» للقهستاني:
وتوجد شواهد تقول بأن قريش كانوا في الجاهلية يسمون أنفسهم «آل» أو «أهل الله» لأنهم كانوا يحرسون الكعبة وما حولها.